# Kanyivi vízerőmű
A Kanyivi vízerőmű (ukránul: Канівська гідроелектростанція, magyar átírásban: Kanyivszka hidroelektrosztancija) Ukrajna Cserkaszi területén, a Dnyeper folyón, Kanyiv város közelében működő 444 MW beépített teljesítményű vízerőmű. Az erőmű gátja duzzasztja a Kanyivi-víztározót. Ez a Dnyeperi vízerőmű-rendszer folyásirány szerint nézve második tagja. Első energiatermelő egységét 1972-ben helyezték üzembe. Az erőművet az Ukrhidroenerho állami vállalat üzemelteti.

## Története
A vízerőművet a harkivi Ukrhidroprojekt vállalat tervezte. Építését 1965-ben kezdték el. Az első energiatermelő egységét (turbina és generátor) 1972-ben, a 24.-et 1975 májusában helyezték üzembe. Turbináit a harkivi Turboatom, generátorait a szintén harkivi Elektrotyazsmas vállalat készítette.

## Lásd még
- Kanyivi szivattyús-tározós vízerőmű